# Curro Torres
Cristóbal Emilio Torres Ruiz (Ahlen, 27 de dezembro de 1976) é um ex-futebolista e atual treinador espanhol que jogava como lateral direito. Atualmente treina o Valencia Mestalla.

## Carreira

### Gramenet
Curro Torres começou a sua carreira no Gramenet UEA antes de unir-se ao Valencia CF em 1997. 

### Valencia CF e empréstimos
Ele era titular no Valencia CF B duas temporadas antes de ser emprestado para o Recreativo Huelva em 1999 e depois CD Tenerife em 2000. Junto com Mista e Luis García, ele era  do CD Tenerife time treinado por Rafael Benítez que ganhou promoção da Segunda A para La Liga em 2001. 

### Retorno ao Valencia
Ele voltou ao Valencia CF onde ele se tornou titular novamente de Benítez e fazia parte de um time próspero que ganhou La Liga e a Copa da UEFA. Na temporada 07/08, foi emprestado ao Real Murcia. 

### Gimnástic
Encerrou a carreira na equipe de Tarragona. 

## Títulos
- Campeonatos espanhol
  - 2001-02, 2003-04
- Copa da UEFA
  - 2004